# Blueberry (képregény)
A Blueberry egy francia képregény, amit Jean-Michel Charlier képregényíró és Jean Giraud (Moebius) alkotott meg. A történet Mike Blueberry vadnyugati utazásainak kalandjait meséli el.
A képregény sztorija nem sokkal az amerikai polgárháború után kezdődik, mikoris Blueberry-t (ez egy saját maga választotta becenév, abból az időből, amikor menekült déli ellenségei elől) kinevezik az Egyesült Államok lovassága hadnagyának. A történetben gyakran szerepel Blueberry mellett alkoholista helyettese, Jimmy McClure és a későbbiekben egy bizonyos Red Woolley is.
Michael Steven Donovan egy gazdag déli farmer fia és kezdetben elkötelezett rasszista. Mikor gyilkossággal vádolják, amit nem ő követett el, kénytelen menekülni és ebben egy afro-amerikai segít neki. Ekkor kezd az ellensége lenni mindenféle megkülönböztetett bánásmódnak, sőt harcol a Konföderáció ellen (miközben ő maga is déli) és próbálja védeni az amerikai őslakók jogait.

## Története
A Blueberry gyökerei Giraud korai western munkáiból erednek, mint a Frank et Jeremie, amit a Far West magazinnak rajzolt alig 18 évesen vagy a Spirou magazinban feltűnt Jerry Spring, ami Jijé-vel való együttműködésével jött létre 1961-ben. Mikor Charlier megkereste egy új western forgatókönyvével Jijé-t, a neves rajzoló Giraud-t ajánlotta. Charlier és Giraud készítettek együtt egy másik western képregényt is, a Jim Cutlass-t.
Blueberry a Pilote magazin 1963. október 31-i számában debütált. Az első rész, a Fort Navajo 46 oldalra nőtte ki magát a következő néhány számban. Charlier és Giraud ezután folytatta Mike Blueberry legendáját a Pilote-ban és egyéb más címekben az 1990-es évekig. Időközben a rajzművész stílusa nagyon változatossá vált, még jobban mint Giraud bármely másik művénél. Egyazon részben az átfogó tájkép kontrasztban van az élesebben rajzolt cselekményszínekkel és ennek a művészete elég jól illik a változó sztorihoz. Mint a többi western történet, ez is találkozik az erőszak és nyugalom, természet és civilizáció örök konfliktusaival és azzal, hogy az erősebbnek kötelessége megvédeni a gyengét.
Blueberrynek több sorozata is készült különböző szerzőkkel és rajzolókkal, köztük a leghíresebb az író William Vance.
2004-ben filmadaptáció készült a történetből Jan Kounen rendezésében, a címszerepet pedig Vincent Cassel játszotta (további szereplők:Juliette Lewis, Michael Madsen).

## Díjak
A sorozatnak általános elismertsége van a képregényes közösségben, beleértve egy Shazam-díjat 1973-ból a legjobb külföldi képregény-sorozat kategóriában, illetve egy Squiddy-díjra jelölést 1990-ből a legnépszerűbb újrakiadott kötet kategóriában.

## Magyarországi megjelenések
- Az eltűnt német aranybányája (Fekete-Fehér Képregényantológia 1–3, eredeti cím:La mine de l'allemand perdu, ford. Bayer Antal)
- Az aranytöltényes szellem (Fekete-Fehér Képregényantológia 4–6, eredeti cím:Le spectre aux balles d'or, ford. Bayer Antal)
- Chihuahua Pearl (Kockás 60-61, eredeti cím: Chihuahua Pearl, ford. Nagy Krisztián)
- A félmillió dolláros férfi (Kockás 62-63, eredeti cím: L'homme qui valait 500 000 $, ford. Nagy Krisztián)
- Ballada egy koporsóért (Kockás 64-65, eredeti cím: Ballade pour un cercueil, ford. Nagy Krisztián)
- Blueberry és sokan mások; főszerk. Bayer Antal; Míves Céh, Bp., 2005 (Fekete-fehér képregényantológia)